# Teresa Piergentili
Teresa Piergentili (Roma, 20 aprile 1942) è un'attrice italiana, nota soprattutto per i suoi ruoli da caratterista.

## Biografia
Diplomatasi nel corso degli anni settanta presso il Centro sperimentale di cinematografia, ha lavorato soprattutto in teatro, prevalentemente come attrice di prosa.
Tardiva ed alquanto discontinua è stata la sua carriera cinematografica, che l'ha vista impegnata in pochi film ed in ruoli incolori che non le hanno permesso di distinguersi dal massiccio gruppo di anonimi caratteristi.
Più gratificante è stata indubbiamente la carriera televisiva: ha infatti preso parte a serie televisive molto celebri, come Linda e il brigadiere (1997) di Alberto Simone, oppure Il bello delle donne (2001). Nel 2014 entra a far parte del cast de Il peccato e la vergogna 2.

## Filmografia

### Cinema
- Fantozzi va in pensione, regia di Neri Parenti (1988)
- Uomo contro uomo, regia di Sergio Sollima (1989)
- La bugiarda, regia di Giuseppe Patroni Griffi (1989)
- Ho vinto la lotteria di capodanno, regia di Neri Parenti (1989)
- Faccione, regia di Christian De Sica (1991)
- Fantozzi in paradiso, regia di Neri Parenti (1993)
- Papà prende moglie, regia di Ninì Salerno (1993)
- Anni 90 - Parte II, regia di Enrico Oldoini (1993)
- Un inverno freddo freddo, regia di Roberto Cimpanelli (1996)
- Tobia al caffè, regia di Gianfranco Mingozzi (2000)
- Heaven, regia di Tom Tykwer (2002)
- Questa notte è ancora nostra, regia di Paolo Genovese e Luca Miniero (2008)
- Sole cuore amore, regia di Daniele Vicari (2016)
- Tiramisù, regia di Fabio De Luigi (2016)
- Ricchi a tutti i costi, regia di Giovanni Bognetti (2024)

### Televisione
- La scalata, regia di Vittorio Sindoni – miniserie TV (1993)
- Il grande fuoco, regia di Fabrizio Costa – miniserie TV (1995)
- Linda e il brigadiere – serie TV (1997)
- Il bello delle donne – serie TV (2001)
- Distretto di Polizia 5 – serie TV, 1 episodio (2005)
- Boris 3 – serie TV (2010)
- Don Matteo – serie TV, episodio 8x09 (2011)
- Il peccato e la vergogna – serie TV, episodio 2x05 (2014)